# 冰島馬
冰島馬是發展自冰島的一個馬品種。冰島馬雖然細小如矮種馬，但一般品種登記都將牠們分類為馬。冰島馬的發育遲緩，但也很長壽及耐苦。在國內，牠們只會患上很少類的疾病，因為冰島禁止馬匹入口及接收已出口的馬匹。
冰島馬有五種步態。牠們是冰島內唯一的馬品種，在國際也享負勝名，也有大量在歐洲及北美洲生活。在冰島，牠們會被用在幫助放牧、娛樂、馬術表演及賽馬
冰島馬的祖先是於9-10世紀被維京人帶到冰島的矮種馬，在冰島文獻及歷史紀錄上均有提及冰島馬，最早可以追溯至12世紀。在北歐神話中，馬是受到尊崇的。多個世紀來的選種培育將冰島馬發展成現今的模樣，而在冰島嚴寒的氣候下的自然選擇也有著重要的影響。於1780年代，火山爆發差不多將所有冰島馬消滅。

## 特徵
冰島馬高132-142公分，只有矮種馬的大小，但品種登記都將牠們看為馬。原因可能是牠們精神奕奕及有性格，或是冰島文中沒有矮種馬這個詞彙。另—個理論指冰島馬的體重、骨骼結構及承載能力都是屬於馬的等級，而非矮種馬。牠們有多種毛色，包括栗色、棕灰色、棗紅色、帕洛米諾、品托及雜色。在冰島語中就有超過100個顏色或色彩的名字。牠們的頭部比例優良筆直，前額很闊。頸部很短及粗壯，基部較闊。鬐甲闊及低，胸部較深，肩膀強壯及稍斜，背部長，臀部短闊及強壯。腳短而強壯，砲骨較長而骹較短。鬃毛及尾巴豐滿，毛髮粗糙，尾巴下垂。耐力很好，容易馴養。牠們的毛皮是雙層的，可以抵禦寒冷的天氣。

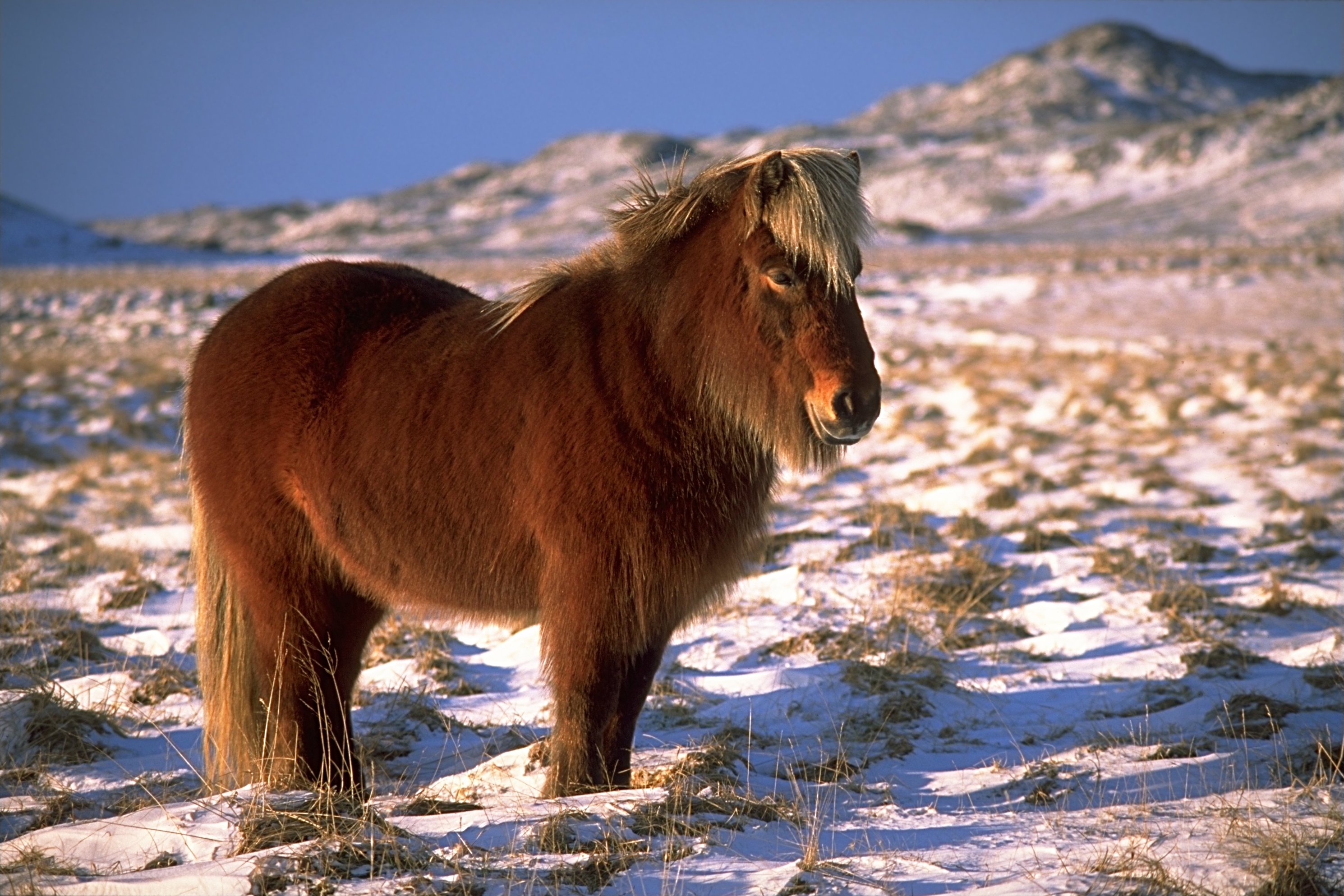
有厚毛皮的冰島馬。

不同類別的冰島馬有不同的特徵，而飼養員的培訓重點也有影響。主要用途為勞力的冰島馬，在形態上與騎乘用途的冰島馬有所不同。其他則多為了馬肉及毛色而飼養。
冰島馬比較晚熟，差不多要到4歲大才可以騎乘，到7歲才發育完成。繁殖能力最高是於8-18歲之間，並可以保持力量及耐力到20歲。在丹麥就有一匹冰島馬年紀高達56歲，另外在英國的也有42歲。牠們的繁殖能力很高，一直到25歲都適合繁殖，最老的到了27歲也可以生育。要驚嚇牠們是很困難的，因為牠們在冰島沒有天敵。冰島馬友善、馴服及容易控制，很熱情及有自信。由於牠們與其他品種分隔，故牠們所患的疾病資料不詳，只知道一些體內的寄生蟲。冰島限制了已出口的馬回國，所有馬用品都必須為全新或未被使用的，所以疾病的傳播性很低。因此，冰島馬並沒有疾病的免疫能力，疾病的爆發可以對冰島馬造成嚴重的影響。

### 步態

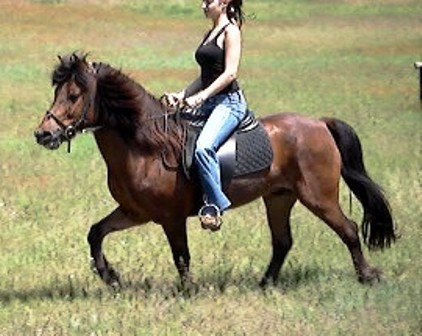
作為餘暇使用的冰島馬。

冰島馬有五種步態，除了一般的行走、快跑及慢走外，也有額外的兩種步態。
第一種特別的步態是四拍的「tölt」，最著名的是爆發性的加速及速度。步態本身都有很多變化，所以這種步態可與相似的偏行步態相比，如騎乘種馬。這種步態模式與行走的相同（按序為左後腳、左前腳、右後腳、右前腳），但不同的是可以有多種速度，由快跑至慢走的速度不等。一些冰島馬喜歡使用這種步態，其他的則喜歡快跑。透過訓練可以改善步態，但tölt步態是冰島馬天生擁有的。這種步態有兩個不正確的變化：一是不平均的步態，但較為接近兩拍而多於四拍；另一種是與慢走的組合，很多時在未受訓的冰島馬中可見。這兩種變化都會令騎乘者感到不舒服。
另一種特別的步態是飛跑。一般會在比賽使用，速度快而且流暢，一些甚至可以高達每小時30公里。飛跑是兩拍的偏行步態，在踏腳間會有一迅間懸空，每邊的兩隻腳差不多同一時間著地（左後腳及左前腳、懸空、右後腳及右前腳）。並非所有冰島馬能表現這種步態，如能表現所有五種步態的冰島馬被認為是最好的品種。這種步態不適合長途旅程。慢步伐會令騎乘者感到不舒服，也不鼓勵用來訓練馬匹。

## 歷史

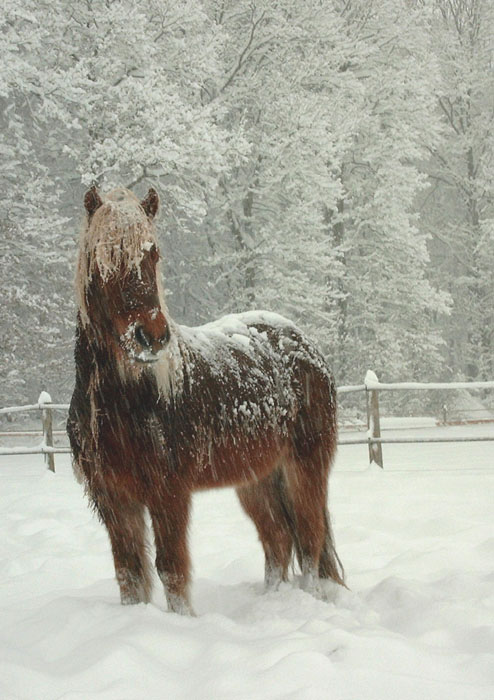
在雪地上的冰島馬。

冰島馬的祖先可能是由維京人於860年至935年帶到冰島的。隨維京人遷到冰島的是愛爾蘭、曼島及蘇格蘭西部群島的北歐人。後者帶來了設得蘭矮種馬、高地馬及康尼麻拉馬的祖先，牠們與前者帶來的動物混種。雅庫特馬也可能牽涉在內，冰島馬在體態也與挪威的Nordlandshest、峽灣馬及法羅群島的法羅馬相似。約於900年前，曾經有嘗試將東方的品種帶到冰島，造成牲口的衰退。於982年，冰島國會通過法例禁止將馬匹進口冰島，令混種情況停止。現時的冰島馬在冰島純種培育了多於1000年。
最早期的諾曼人崇拜馬為生育及神性的象徵，在祭禮上會宰殺白馬。當殖民到達冰島時，他們也將所信仰的馬帶來。馬在北歐神話中有重要地位，如奧丁的斯雷普尼爾。於12世紀的文獻中記載，一個酋長就按其馬停下來的位置定居。早至9世紀的《尼雅薩迦》及《格雷蒂爾薩迦》內馬都佔有重要角色。
中世紀的冰島人認為馬是珍貴的資產，且會進行騎兵的戰鬥來作為娛樂及選擇最好的品種來培育。騎兵對戰是冰島文化的重要一環，觀眾之間大打出手或互相辱罵也經常會出現。這種馬上的對戰不單可以改善個人政治及社會上的地位，甚至可以令政治體系改組。男女也有以馬上打鬥來示愛。

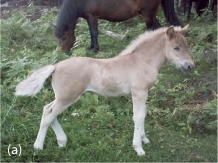
冰島馬的駒子。

由於大量的冰島馬曾因缺乏食物而死亡，故自然選擇對這個品種的發展有著一定的影響。於874年及1300年之間，冰島處於中世紀溫暖時期，養殖者以毛色及形態來進行繁殖。到了1300年至1900年，由於氣候極端，很多馬匹及人類死亡，養殖者再不能進行選種培育。於1783年拉基火山爆發，兩年間冰島約有70%的馬匹因火山灰中毒及飢餓而死亡。這次爆發歷時8個月，幾百平方里都被熔岩所覆蓋，令很多河流乾涸或改道。冰島馬的數量在往後的幾百年間慢慢恢復，到了20世紀初，養殖者又可以再次進行選種培育。第一個冰島馬學會是於1904年成立，而第一個品種登記則於1923年展開。
於20世紀前就已經有冰島馬出口至英國，作為礦坑內使用的馬，不過卻沒有甚麼紀錄或證據留下。冰島馬第一次的正式出口是於1940年代，目的地是德國。英國正式首次的進口是於1956年，而英國的冰島馬學會於1986年成立。自此冰島馬出口至其他國家漸漸的增加。自1969年，就有多個學會成立來致力保存、改良及銷售冰島馬。今天，冰島馬是其中的一種純種，也是冰島內唯一的馬品種。
冰島馬在西歐、斯堪地那維亞及北美洲很受歡迎。現時在冰島約有8萬匹冰島馬，在世界各地則有約10萬匹，當中差不多一半都是在德國。

## 用途
雖然冰島不斷的機械化及改善道路系統，冰島馬仍與冰島人的生活息息相關。最早的冰島馬賽馬是於1874年在阿克雷里舉行，每年4月至6月間仍不斷有比賽。比賽包括了無障礙平地賽馬及越野障礙賽馬，也有表演賽表現冰島馬的獨特步態。也有冬季比賽，包括在冰面上的比賽，間中會出現騎乘者與馬匹一同掉入水中而需要救援。一些冰島馬是為了其馬肉而被培育，大部份馬肉都是出口至日本。在高原也有農夫以牠們來牧放羊群。

## 外部連結
- International Federation of Icelandic Horse Associations
- Canadian Icelandic Horse Federation（页面存档备份，存于）
- United States Icelandic Horse Congress（页面存档备份，存于）
- The Icelandic Horse Society of Great Britain（页面存档备份，存于）
- Studbook of origin of the Icelandic horse（页面存档备份，存于）
- Icelandic Horse magazine